# Bol d'or automobile
Pour les articles homonymes, voir Bol d'or (homonymie).
Le Bol d'or automobile est une compétition créée par Eugène Mauve en 1922 au titre de l'Association des anciens motocyclistes militaires (AAMM, qui deviendra l'Association des moto-cyclecaristes de France, AMCF), organisée conjointement jusqu'en 1955 avec le Bol d'or motocycliste (créé la même année, toutes deux un an avant les 24 Heures du Mans), également compétition d'endurance mécanique sur 24 heures, grâce aux associations sportives de l'AMCF et de l'ACIF (les deux courses étant regroupées sur trois journées d'affilée, sous les patronages des journaux Le Journal, L'Auto, puis L'Équipe et l'Action Automobile et Touristique). Les compétitions ont lieu au printemps entre la mi-mai et le début juin, sauf en 1947 (mi-septembre).
Le Bol d'or moto va se poursuivre jusqu'en 1960 ; il reprendra en 1969. Seule l'édition 1922 eut son propre lieu de déroulement (en terre battue, situé à Vaujours, Clichy-sous-Bois et Livry-Gargan).

## Histoire

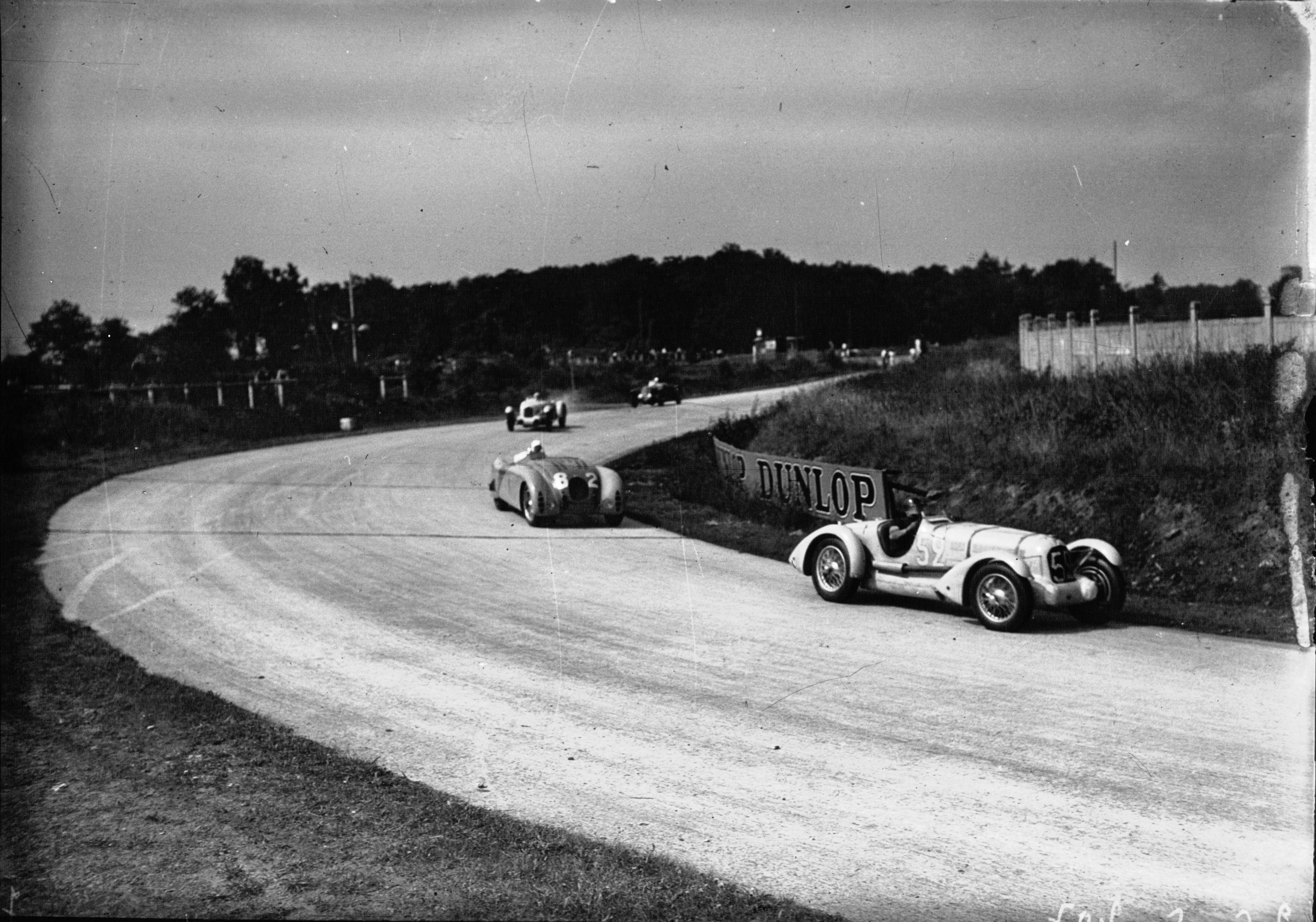
L'autodrome de Linas-Montlhéry avant-guerre (ici lors du GP de l'ACF 1936).

L'épreuve est disputée sur le circuit des Loges, puis sur le circuit de la Ville, avec une exception en 1927 (Fontainebleau). De 1922 à 1938, elle est pour voiturettes, puis pour voitures de sport, la cylindrée admise augmentant progressivement lors des années 1950. Les pilotes engagés tant en auto qu'en moto n'ont pas le droit d'être relayés.
En 1922, le matin du 28 mai, les premières s'élancent (d'une cylindrée limitée à 1 100 cm3), de Saint-Germain-en-Laye sur un circuit de plus de 5 kilomètres alors en forêt, le circuit des Loges. Le tour fait 5 125 mètres ; il est à couvrir 283 fois. 35 conducteurs sont partants, 18 vont arriver. Le premier a parcouru 1 450,66 kilomètres, à 60,45 km/h de moyenne.
102 pilotes prennent le départ en 1923. La moyenne est ensuite d'une quarantaine (52 en 1955).
En 1926, un accident provoque deux morts. L'année suivante l'épreuve est transférée au circuit de Fontainebleau, une fois unique, avant de revenir en 1928 sur le circuit dit désormais "de la Ville".
En 1930, le tour fait environ 4 kilomètres. En 1935 il est passé à plus de 9. Durant ces années, Raoul de Rovin est le seul concurrent à disputer successivement la course des motos puis celle des autos, lors de la même journée de relai.
L'épreuve est parfois précédée 2 à 3 mois avant, par les 8 Heures éliminatoires du Bol d'or, comme au début du mois de mars 1935 (32 partants pour 16 classés, le circuit faisant alors exactement 9,18 km): vainqueur Albert Debille sur Salmson, à 90,25 km/h pour un trajet de 721,98 kilomètres.
En 1939 et 1951, la cylindrée admise pour voitures de sport atteint les 1 500 cm3, puis 1,6 l en 1954 et enfin 2,0 litres en 1955, alors que des équipages en binôme sont admis en 1954 et 1955.
Après guerre, divers types de véhicules Simca mènent le plus souvent les débats jusqu'en 1951, année où la cylindrée admissible recommence à augmenter.
Cinq pilotes, Robert Sénéchal, Philippe Maillard-Brune, Amédée Gordini, José Scaron et Guy Michel, ont remporté le Bol à deux reprises. Un haltérophile ("l'homme le plus fort du monde") a gagné en 1937. Gordini a imposé ses propres voitures préparées quatre fois en cinq ans.
Une femme a aussi obtenu l'épreuve : Violette Morris, en 1927. Deux autres ont terminé secondes, ainsi que trois pilotes étrangers, deux Anglais et un Russe (en exil après la révolution russe).

## Palmarès

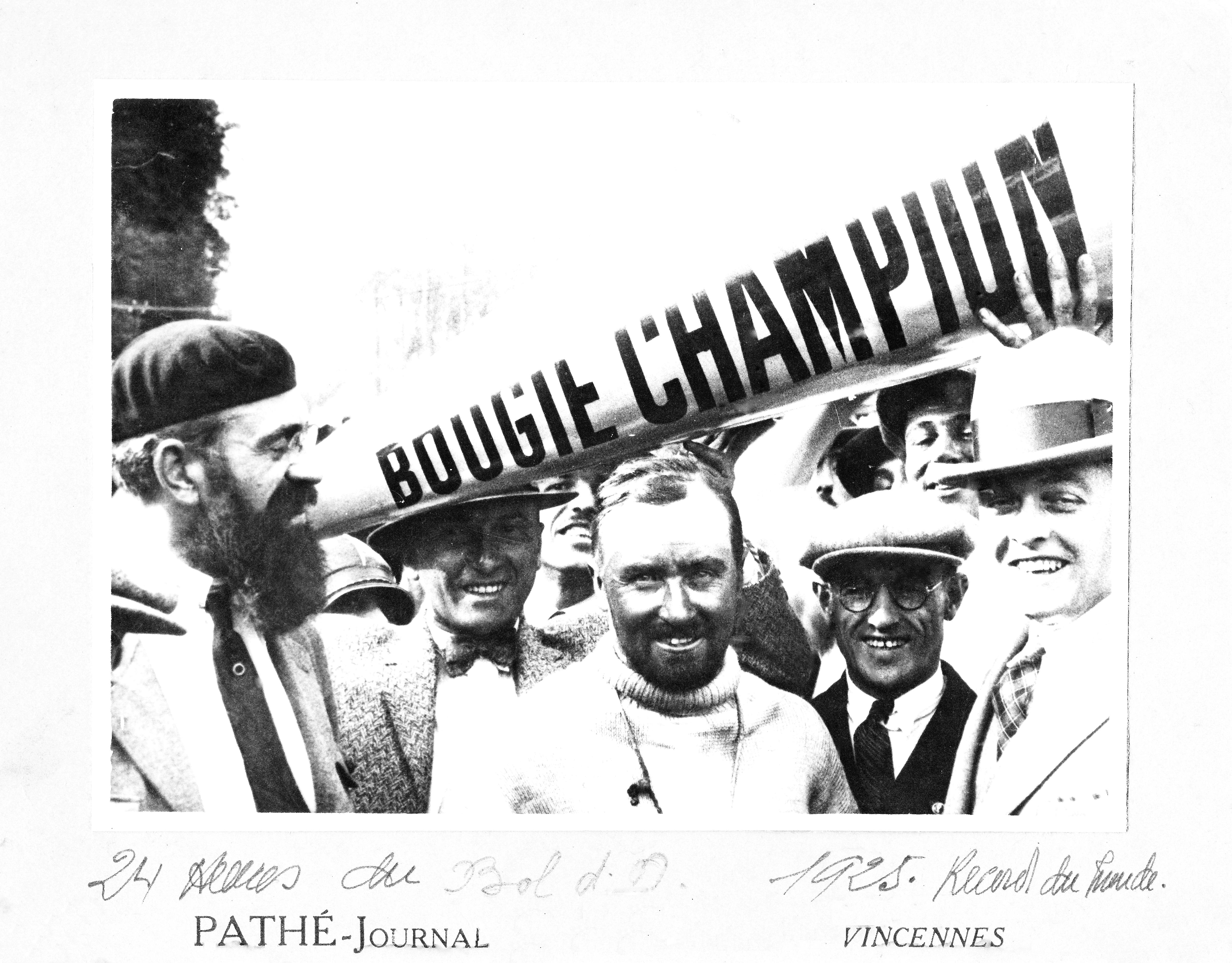
Robert Sénéchal, pour la deuxième des trois victoires consécutives de sa marque.

| Année     | Vainqueur(s)                            | Voiture                                 | Distance / Moyenne                      | Lieu                                    | Deuxième(s)                             |
| --------- | --------------------------------------- | --------------------------------------- | --------------------------------------- | --------------------------------------- | --------------------------------------- |
| 1922      | André Morel                             | Amilcar TCC                             | 1 450,66 km (60,45 km/h)                | Saint-Germain-en-Laye                   | Robert Benoist                          |
| 1923      | Robert Benoist Lucien Desvaux           | Salmson                                 | 1 777,235 km (74,05 km/h)               | Saint-Germain-en-Laye                   | Victor Clemer                           |
| 1924      | Robert Sénéchal                         | Sénéchal                                | 1 703,142 km (70,96 km/h)               | Saint-Germain-en-Laye                   | Boris Ivanowski                         |
| 1925      | Michel Doré                             | Sénéchal                                | 1 806,84 km (75,285 km/h)               | Saint-Germain-en-Laye                   | André Morel                             |
| 1926      | Robert Sénéchal                         | Sénéchal                                | 1 940,78 km (80,866 km/h)               | Saint-Germain-en-Laye                   | Stuart Malcolm Sandford                 |
| 1927      | Violette Morris                         | BNC                                     | 1 619,52 km (67,480 km/h)               | Fontainebleau                           | Mme Lefèvre-Despeaux                    |
| 1928      | André Colas                             | DFP                                     | 1 687,87 km (70,328 km/h)               | Saint-Germain-en-Laye                   | Gaut                                    |
| 1929      | Marcel Dhôme                            | Lombard                                 | 1 891,03 km (78,793 km/h)               | Saint-Germain-en-Laye                   | André Colas                             |
| 1930      | Yves Giraud-Cabantous                   | Caban Special                           | 1 864,28 km (77,68 km/h)                | Saint-Germain-en-Laye                   | Manuel Siréjols                         |
| 1931      | Marcel Violet                           | Huascar                                 | 1 835,04 km (76,46 km/h)                | Saint-Germain-en-Laye                   | Fernand Vallon                          |
| 1932      | Fernand Vallon                          | La Licorne 5 CV                         | 1 701,02 km (70,876 km/h)               | Saint-Germain-en-Laye                   | André Galoisy                           |
| 1933      | Jean de Gabardie                        | Amilcar                                 | 1 830,840 km (71,407 km/h)              | Saint-Germain-en-Laye                   | Just-Émile Vernet                       |
| 1934      | Philippe Maillard-Brune                 | MG Midget J4                            | 1 814,120 km (75,591 km/h) (Chevallier) | Saint-Germain-en-Laye                   | P. Chevallier                           |
| 1935      | Philippe Maillard-Brune Charles Druck   | MG Magnette K3                          | 1 964,42 km (81,851 km/h)               | Saint-Germain-en-Laye                   | Foultier                                |
| 1936      | Amédée Gordini                          | Fiat 508S Ballila                       | 2 178,79 km (90,783 km/h)               | Saint-Germain-en-Laye                   | Philippe Maillard-Brune                 |
| 1937      | Charles Rigoulot                        | Chenard et Walcker                      | 2 143,6 km (88,06 km/h)                 | Linas-Montlhéry                         | Yves Giraud-Cabantous                   |
| 1938      | Amédée Gordini                          | Simca T8                                | 2 449,4 km (102 km/h)                   | Linas-Montlhéry                         | Alphonse De Burnay                      |
| 1939      | Marcel Contet                           | Aston Martin 1,5 l                      | 2 306,2 km (95,92 km/h)                 | Linas-Montlhéry                         | Albert Debille                          |
| 1940-1946 | Pas de course (Seconde Guerre mondiale) | Pas de course (Seconde Guerre mondiale) | Pas de course (Seconde Guerre mondiale) | Pas de course (Seconde Guerre mondiale) | Pas de course (Seconde Guerre mondiale) |
| 1947      | Jean Cayla                              | Simca-Gordini                           | 1 970,2 km (82,09 km/h)                 | Saint-Germain-en-Laye                   | Just-Émile Vernet                       |
| 1948      | José Scaron                             | Simca-Gordini TMM                       | 2 072,9 km (86,370 km/h)                | Saint-Germain-en-Laye                   | René Camerano                           |
| 1949      | Robert Manzon                           | Simca-Gordini Coupé                     | 2 487,54 km (101,586 km/h)              | Linas-Montlhéry                         | Léon Fiebre                             |
| 1950      | Michel Aunaud                           | DB-Panhard                              | 2 498,5 km (103,931 km/h)               | Linas-Montlhéry                         | Michel Collange                         |
| 1951      | José Scaron                             | Simca-Gordini 1,5 l                     | 2 329,69 km (96,40 km/h)                | Saint-Germain-en-Laye                   | André Le Jantel                         |
| 1952      | Guy Michel                              | Renault 4CV Tank Proto                  | 2 518,5 km (104,897 km/h)               | Linas-Montlhéry                         | Marc Azéma                              |
| 1953      | Guy Michel                              | Renault 4CV Tank Proto                  | 2 631 km (109,62 km/h)                  | Linas-Montlhéry                         | Alphonse De Burnay                      |
| 1954      | Fernand Sigrand Célébrier               | MD-Peugeot                              | 2 554,4 km (106,430 km/h)               | Linas-Montlhéry                         | John Horridge Georges Trouis            |
| 1955      | Auguste Veuillet Gonzague Olivier       | Porsche 550 Spyder                      | 3 177,55 km (132,310 km/h)              | Linas-Montlhéry                         | Josef Jeser Annie Bousquet              |

Quelques vues chronologiques:
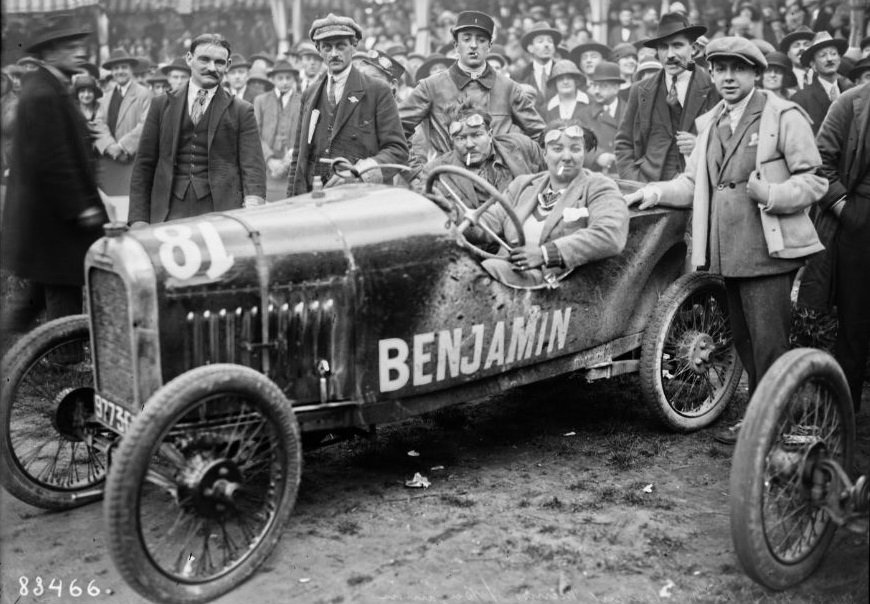
Violette Morris au Bol d'or sur voiturette Benjamin en 1923 avec Lenfant (circuit des Loges de Saint-Germain-en-Laye)
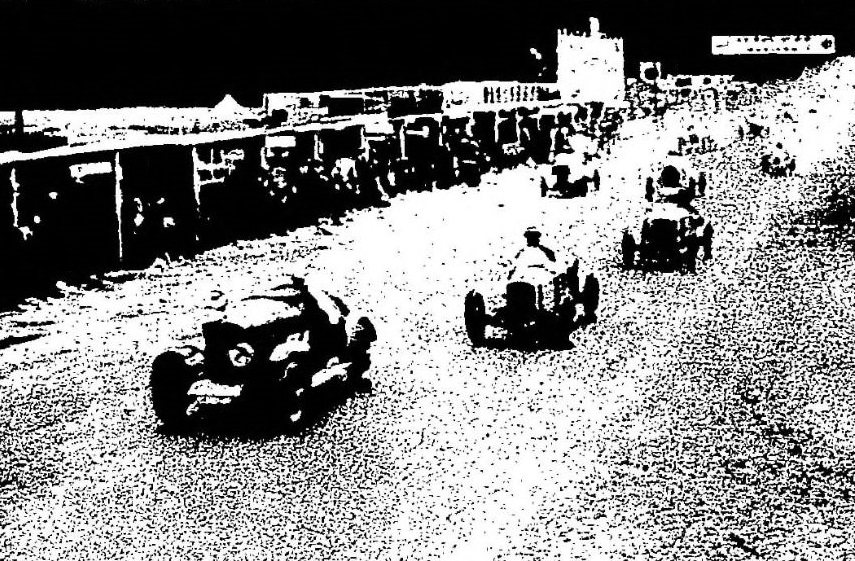
Départ du Bol d'or automobile 1927 (en forêt de Fontainebleau)
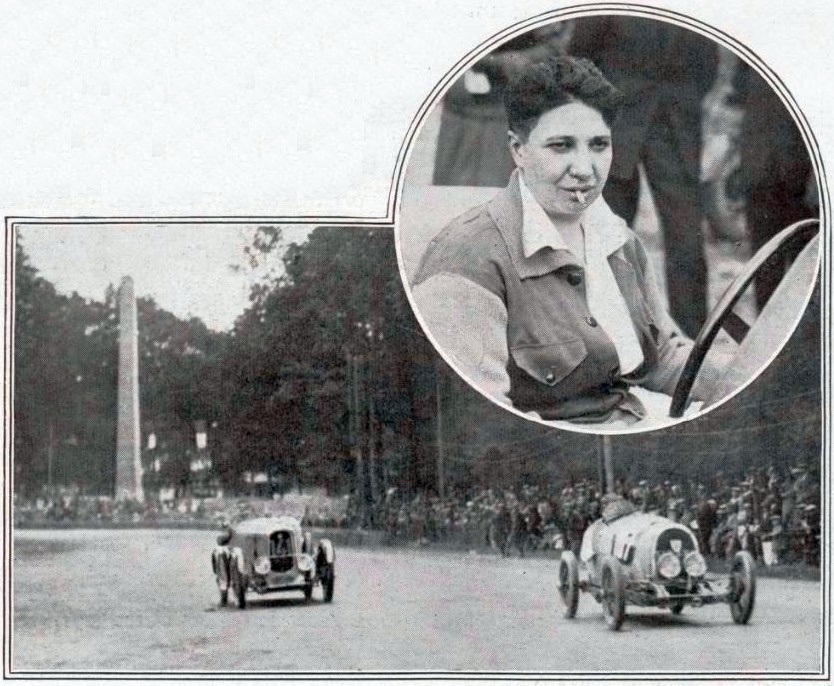
Violette Morris, victorieuse du Bol d'or automobile en 1927 sur BNC
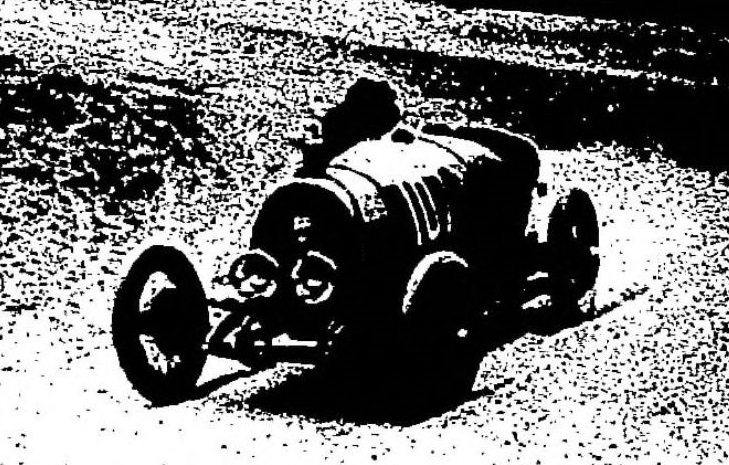
Michel Doré, au Bol d'or automobile 1927
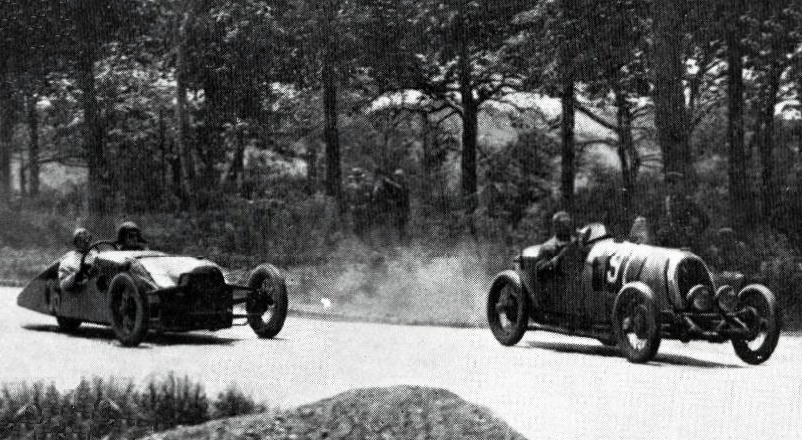
Bol d'or automobile de la Pentecôte 1928, à gauche Trenet sur BNC et à droite Arnould
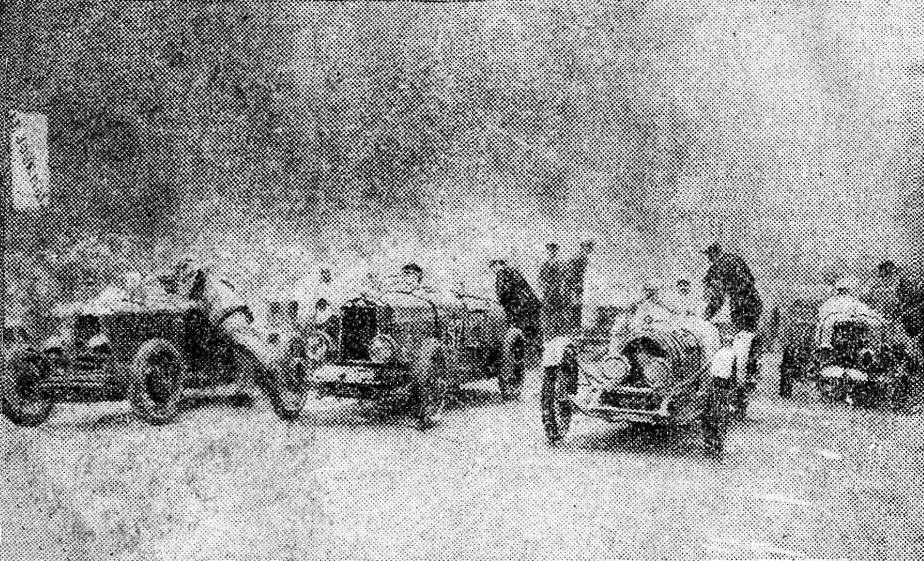
Départ du Bol d'Or en 1929
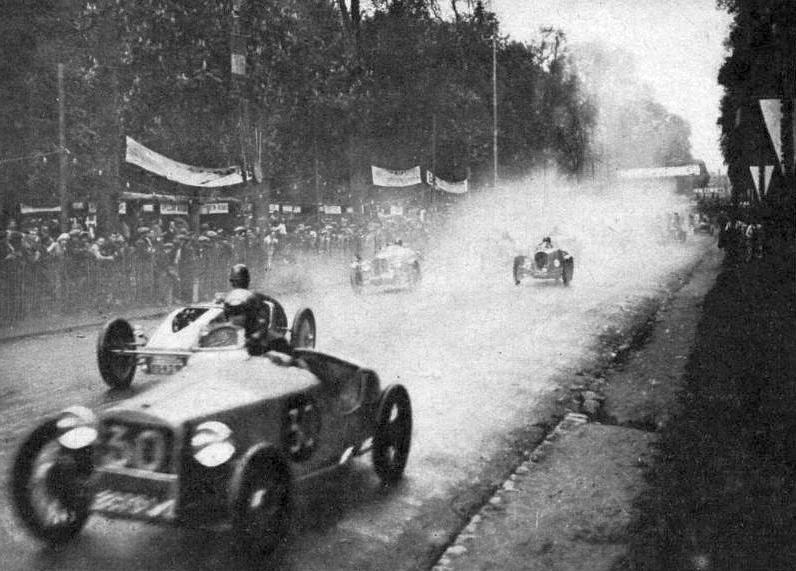
Départ du Bol d'Or en 1932
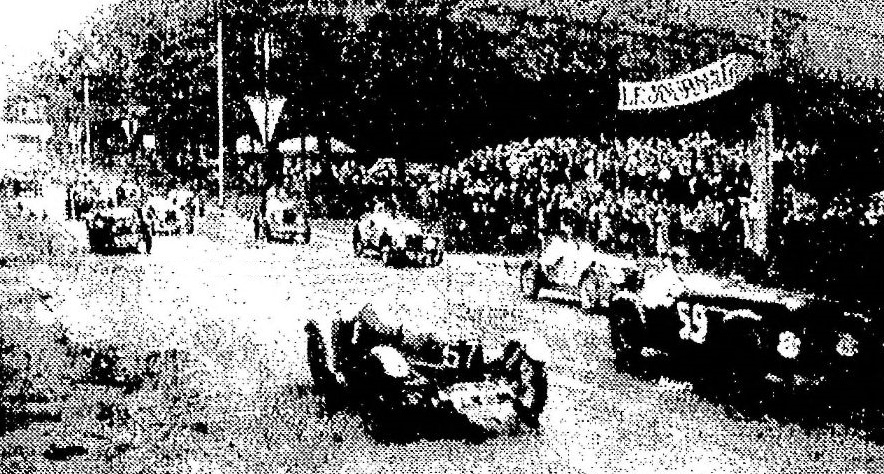
Départ du Bol d'Or en 1933
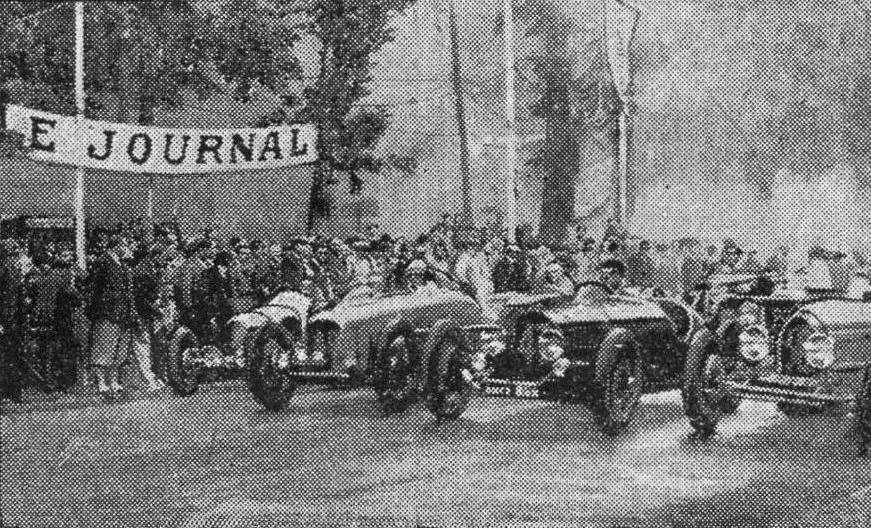
Départ du Bol d'or en 1934
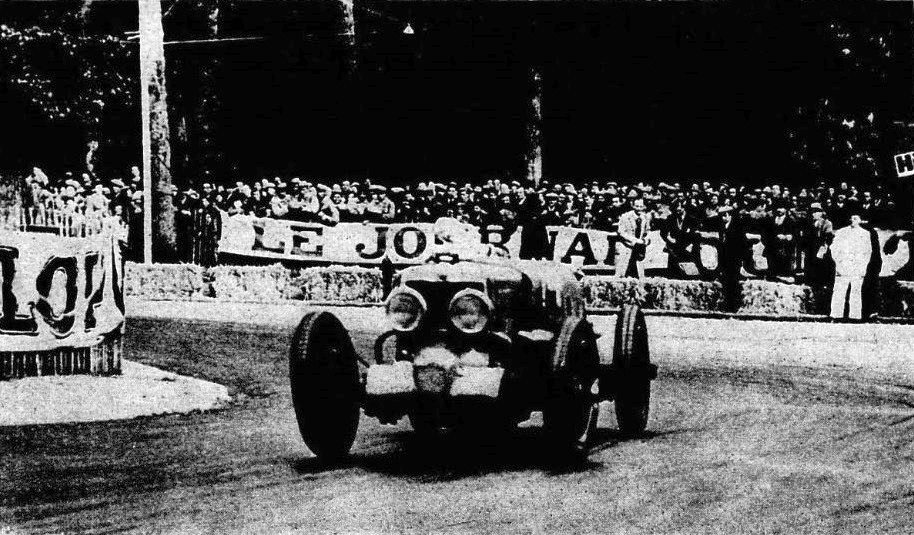
Philippe Maillard-Brune, vainqueur du Bol d'or automobile 1934 sur MG Midjet J3
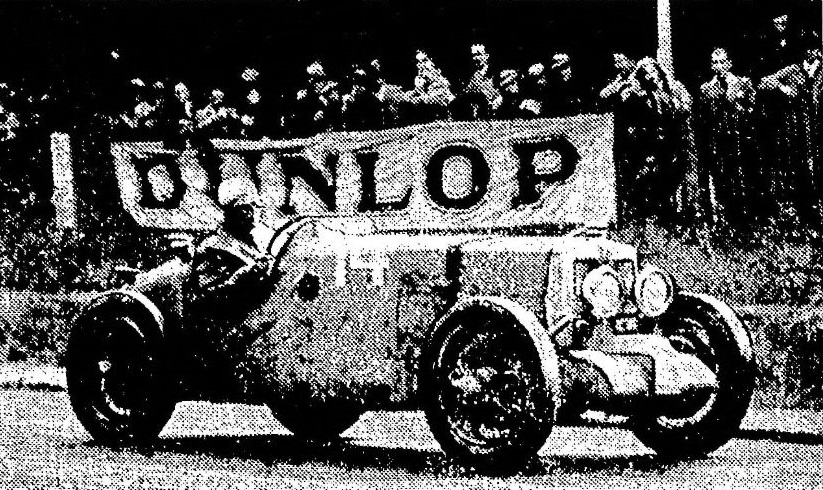
Philippe Maillard-Brune, vainqueur du Bol d'Or automobile 1935 sur MG Magnette K3
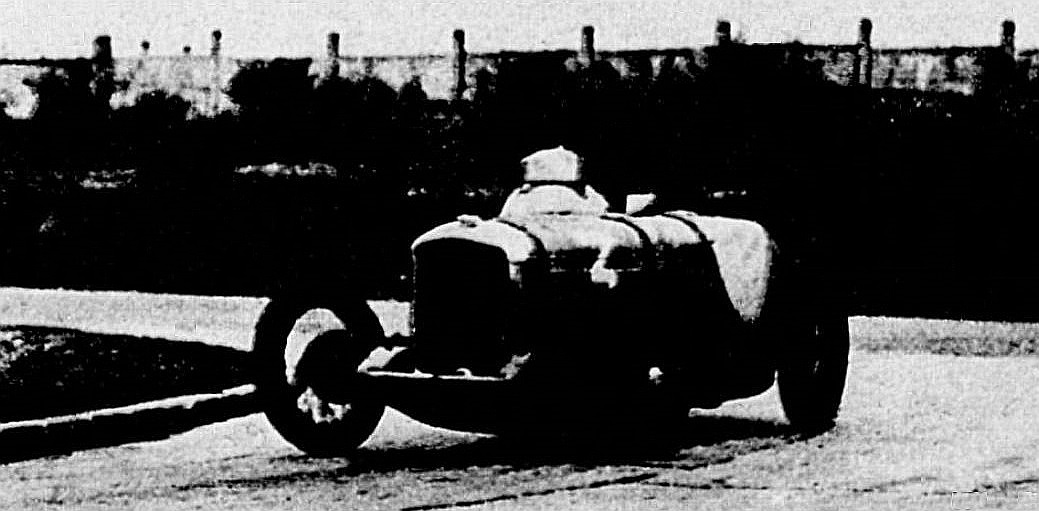
Albert Debille, vainqueur des 8 Heures éliminatoires du Bol d'or en mars 1935 sur Salmson (à Montlhéry)
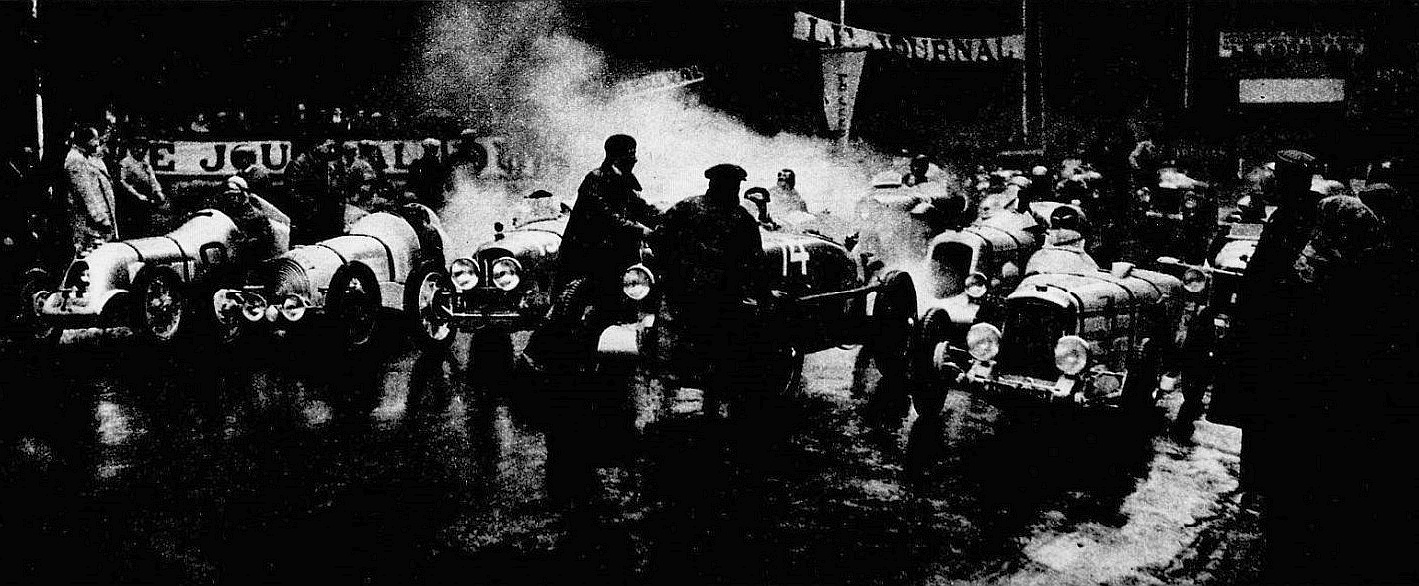
Départ nocturne du Bol d'or automobile de 1935.

## Remarque
- En 1955 l'ultime épreuve porte le nom de Grand Prix de Paris.

## Notes et références

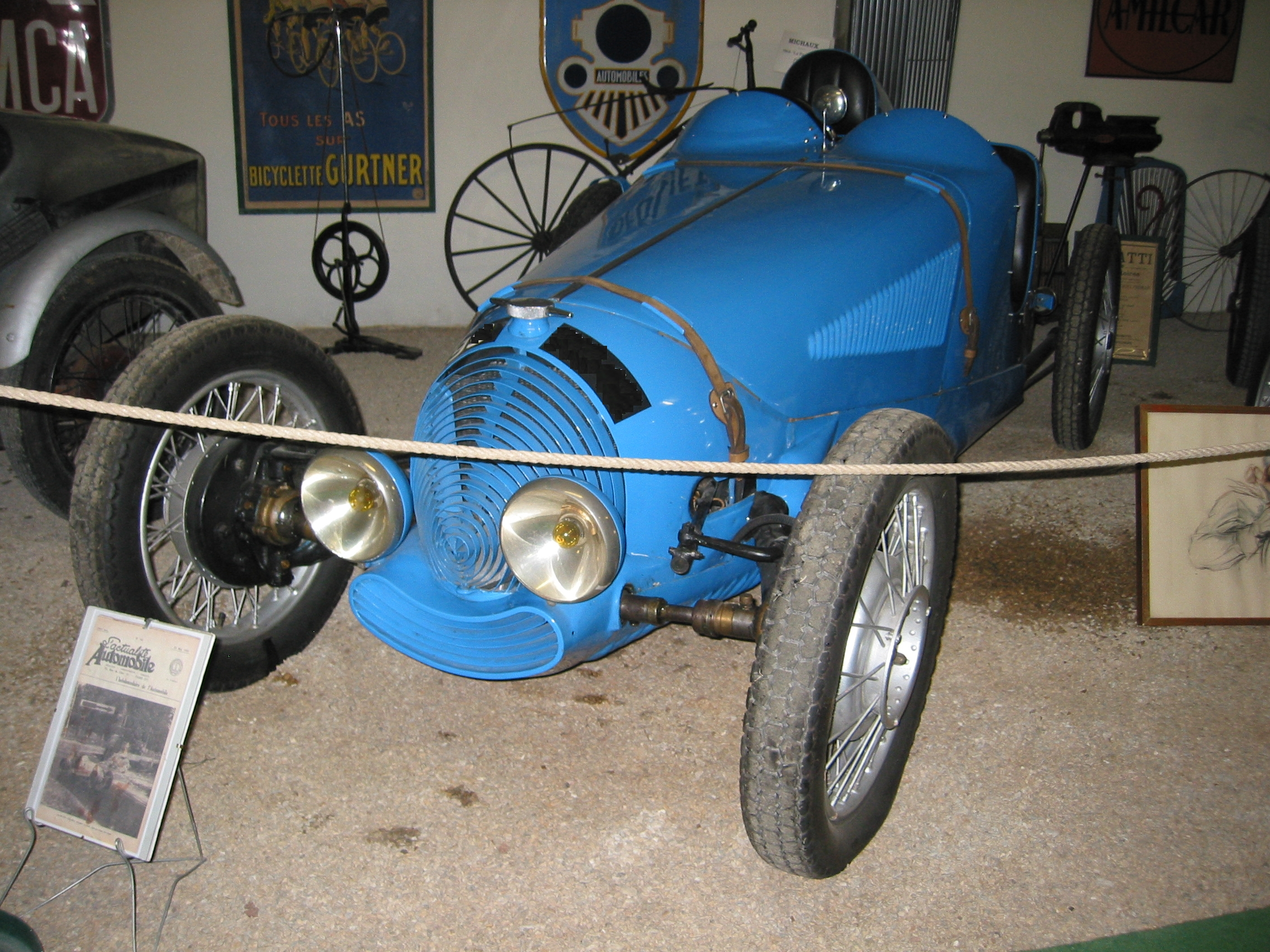
Une Chevallier 1100, vainqueur du Bol d'or en 1934.